# Kazimierz Hozer

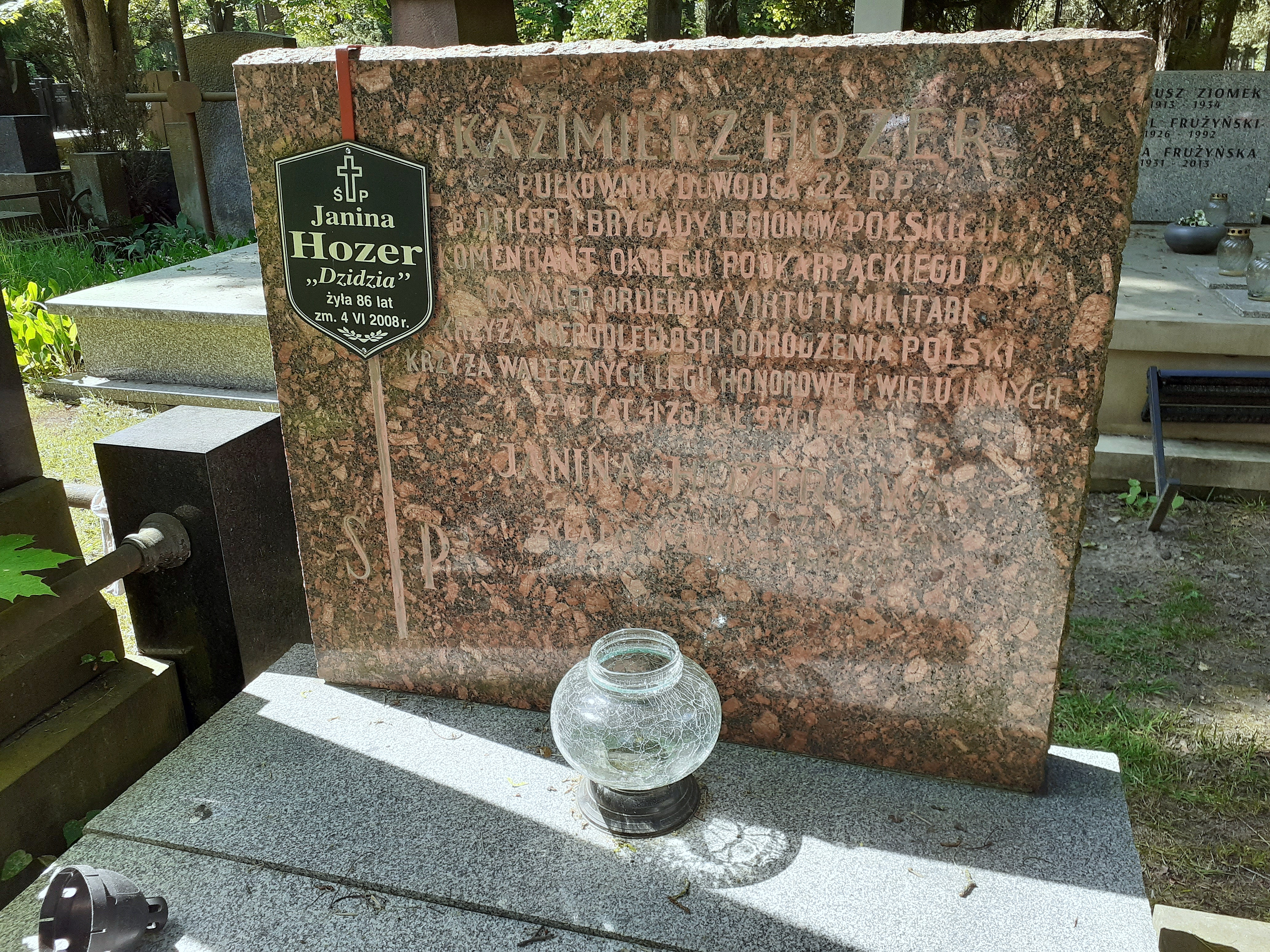
Grobowiec rodzinny Kazimierza Hozera

Kazimierz Hozer, ps. Kazek I (ur. 2 grudnia 1890 w Bochni, zm. 9 czerwca 1932 w Warszawie) – pułkownik piechoty Wojska Polskiego, działacz niepodległościowy, kawaler Orderu Virtuti Militari.

## Życiorys
Urodził się jako syn Franciszka i Marii z Mizerskich. W latach 1903–1907 uczęszczał do gimnazjum w Bochni, w latach 1907–1908 do IV Gimnazjum w Krakowie, w latach 1908-1909 do V Gimnazjum w Krakowie. W latach 1909–1912 uczył się eksternistycznie w krakowskiej II Szkole Realnej, gdzie zdał maturę. W latach 1913–1914 uczęszczał do studium rolniczego przy UJ, był słuchaczem agronomii, a w 1914 przeniósł się na medycynę na UJ. Został członkiem Związku Strzeleckiego, w ramach którego ukończył kurs podoficerski. Po wybuchu I wojny światowej wstąpił do Legionów Polskich. Służył w V batalionie 5 pułku piechoty w składzie I Brygady. Pod koniec 1914 był dowódcą 2 plutonu w 3 kompanii, był także zastępcą dowódcy kompanii. Mianowany podporucznikiem 2 lipca 1915. Służył w Legionach do ich rozwiązania, a po kryzysie przysięgowym działał w Polskiej Organizacji Wojskowej (od 1 września 1917 jako komendant POW okręgu karpackiego).
Po odzyskaniu przez Polskę niepodległości w 1918 wstąpił do Wojska Polskiego. Rozpoczął służbę w 5 pułku piechoty Legionów. Otrzymał awans do stopnia porucznika. Wziął udział w obronie Lwowa w trakcie wojny polsko-ukraińskiej na stanowisku dowódcy I batalionu. Następnie podczas wojny polsko-bolszewickiej uczestniczył w wyprawie wileńskiej, na froncie litewsko-białoruskim, bitwie pod Dyneburgiem, na froncie ukraińskim. Awansował do stopnia kapitana 1 grudnia 1919, później majorem ze starszeństwem z dniem 1 kwietnia 1920. Od 5 do 22 sierpnia 1920 w 5 pułku piechoty Legionów. Wyróżnił się 14 sierpnia 1920 zdobywając Ostrów Lubelski. Rozkazem Dowództwa 2 Armii nr 1517/I z 1 września 1920 nadano mu order „Virtuti Militari” V klasy. 
Następnie pełnił funkcję dowódcy 41 Suwalskiego pułku piechoty (garnizon Suwałki) od 20 września 1920. W 1922 był absolwentem kursów i szkoleń wojskowych. 1 grudnia 1924 roku awansował do stopnia podpułkownika ze starszeństwem z dniem 1 lipca 1923 roku i 81,5. lokatą w korpusie oficerów piechoty.
Z dniem 1 grudnia 1924 roku został przeniesiony do Departamentu I Ministerstwa Spraw Wojskowych w Warszawie na stanowisko kierownika Referatu Organizacyjno-Mobilizacyjnego. 21 sierpnia 1926 roku ogłoszono jego przeniesienie do 22 pułku piechoty w garnizonie Siedlce na stanowisko dowódcy pułku. Od 28 września do 26 listopada 1927 roku był słuchaczem II unitarno-informacyjnego kursu dla podpułkowników i pułkowników, kandydatów na dowódców pułków, względnie dowódców pułków. 1 stycznia 1929 roku został awansowany do stopnia pułkownika ze starszeństwem z dniem 1 stycznia 1929 roku i 17. lokatą w korpusie oficerów piechoty. Od 19 października 1931 roku był słuchaczem dwutygodniowego kursu informacyjno-gazowego w Szkole Gazowej w Warszawie. Zasiadł w prezydium Zjazdu przedstawicieli Związku Rewizyjnego Spółdzielni Wojskowych w Warszawie.
Podczas prowadzenia ćwiczeń aplikacyjnych oficerów pułku pod Siedlcami uległ wypadkowi, gdy koń poniósł go pomiędzy drzewa, a pułkownik uderzył głową w jedno z nich doznając wstrząsu mózgu; został przewieziony samochodem do Siedlec, po czym zmarł 9 czerwca 1932 w Warszawie w drodze z lotniska do szpitala. 12 czerwca 1932 został pochowany na Cmentarzu Wojskowym na Powązkach (kwatera A 15-5-4).
Jego żoną była Janina, podczas I wojny światowej działająca w ramach NKN i POW.
W Siedlcach pułkownik był miłośnikiem piłki nożnej, twórcą i prezesem klubu piłkarskiego WKS 22 pp Siedlce. Podczas jego dowodzenia pułkiem miejscowa drużyna w 1931 awansowała do ekstraklasy edycji 1932; po jego śmierci klub funkcjonował pod nazwą KS 22 Strzelec im. płk. Kazimierza Hozera od 1933 do 1936. 
Imieniem Kazimierza Hozera nazwano ulice w Suwałkach i Siedlcach.

## Ordery i odznaczenia
- Krzyż Srebrny Orderu Virtuti Militari nr 197[1]
- Krzyż Niepodległości – 9 stycznia 1932 „za pracę w dziele odzyskania niepodległości”[14]
- Krzyż Oficerski Orderu Odrodzenia Polski – 10 listopada 1928 „za zasługi na polu organizacji i wyszkolenia wojska”[15]
- Krzyż Walecznych czterokrotnie
- Medal Pamiątkowy za Wojnę 1918–1921
- Medal Dziesięciolecia Odzyskanej Niepodległości
- Gwiazda Przemyśla
- Odznaka „Za wierną służbę”
- Krzyż POW
- Odznaka Pamiątkowa „Orlęta”
- Odznaka pamiątkowa 22 Pułku Piechoty
- Odznaka 4. pp Legionów
- Krzyż pamiątkowy „Wilno Wielkanoc 1919”
- Komandor Orderu Gwiazdy Rumunii (pośmiertnie)[16]
- Kawaler Orderu Legii Honorowej (III Republika Francuska, 1928)
- Srebrny Medal Waleczności II klasy (Austro-Węgry)
- Medal 10 Rocznicy Wojny Niepodległościowej (Łotwa)[17]